# バルブマチック

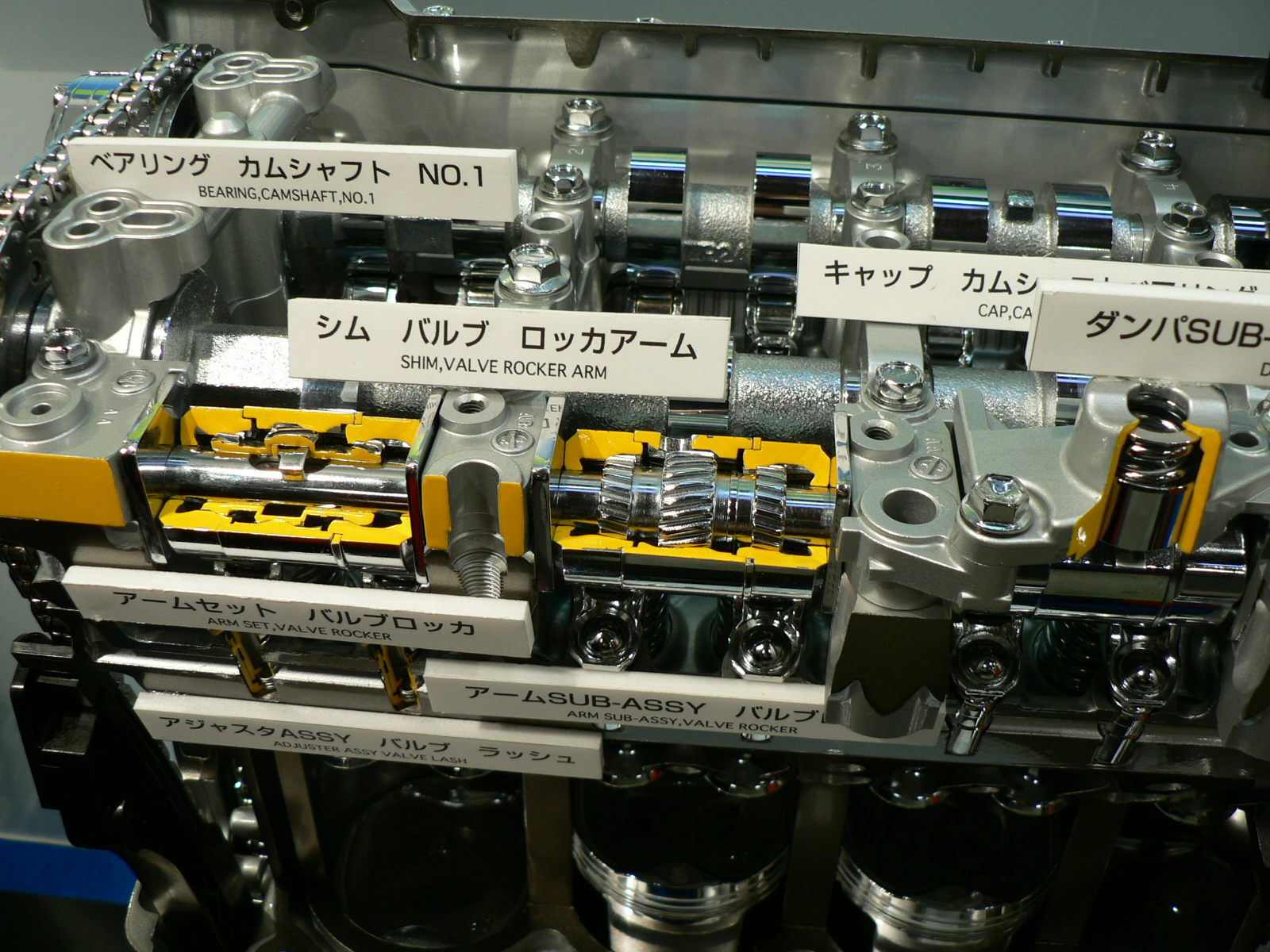
バルブマチックを採用したZR型系エンジンのカットモデル

バルブマチック（VALVE MATIC）とは、トヨタ自動車が同社の4ストロークガソリンエンジン、および4ストロークフレックスフューエルエンジンである一部のZR型系エンジン専用に開発された可変バルブ機構である。

## 概要
一般的なガソリンエンジンは、スロットルバルブ（絞り弁）を用いてエンジンの吸気量を制限し、出力を調節している。このため、低負荷域ではスロットルバルブが閉じぎみとなり、吸気に伴う損失（ポンピングロス）の割合が大きくなる。そこで、吸気バルブのリフト量を連続可変とすることでスロットルバルブとして機能させ、吸気損失の低減による効率・燃費向上を実現したものがバルブマチックである。
バルブマチックはバルブのリフト量のみを可変とし、バルブタイミング自体は不変である。そのため、既成のVVT-i（連続可変バルブタイミング機構）と組み合わせて使用することで、適切なバルブタイミングを実現している。
2020年現在、バルブマチック採用車はスロットルバルブも備えている。これはバルブマチックが万が一故障した場合においても、スロットルバルブのみでエンジン制御を可能とするためである（フォールトトレラント設計）。なお、運転条件によってはスロットルバルブがバルブマチックと協調動作を行う。また、バルブマチックによって吸気負圧が減少するため、ブレーキブースターを駆動する負圧確保のために、カムシャフトに直結するかたちでバキュームポンプが備え付けられている。
バルブマチック採用車にはその証として、リアに「VALVE MATIC」エンブレムが装着される（ただし、海外生産車種だったアベンシス、および国内生産を含むシリーズ12代目のカローラシリーズ、中国専売車種の8代目・9代目レビン、2代目台湾仕様のシエンタには装着されていない）。
しかしアトキンソンサイクルとEGR（排気再循環）の組み合わせによって、複雑な機構を追加せずにバルブマチックの本来の目的である"スロットルバルブの絞り損失"を低減可能となったため、次世代のダイナミックフォースエンジンへの採用はされなかった。

## 採用されているエンジン
- 1ZR-FAE型 1.6L
- 2ZR-FAE型 1.8L
- 2ZR-FBE型 1.8L
- 3ZR-FAE型 2.0L

## 搭載されている、または搭載されていた車種
★は2023年10月現在の時点において搭載中の現行車種
1ZR-FAE型
- アベンシス（3代目欧州仕様）
- オーリス（初代、2代目各欧州仕様）
- ヴァーソ
- カローラサルーン（12代目欧州仕様「GR SPORT」専用）
- ロータス・エリーゼ

2ZR-FAE型
- ウィッシュ（2009年4月 - 2017年10月）
- アベンシス（3代目の欧州仕様）
- アイシス（2代目）
- オーリス（初代 2009年10月 - 2012年7月、2代目）
- ヴァーソ
- カローラルミオン（2009年12月 - 2015年12月）
- カローラアクシオ（初代 2010年4月 - 2012年4月）
- カローラフィールダー（2代目 2010年4月 - 2012年4月、3代目 2012年5月 - 2015年3月）
- カローラセダン（2019年9月 - 2022年9月までの12代目日本仕様、および各11代目・2019年 - 2021年までの各12代目北米仕様、中国仕様、大洋州仕様、アフリカ仕様）
- カローラアルティス（タイ仕様を除く[2]4代目）
- カローラツーリング（2019年9月 - 2022年9月）
- カローラクロス（2021年10月 - 2023年9月、タイ仕様除く[2]）
- レビン（8代目、および2019年 - 2021年までの9代目）
- プレミオ/アリオン（各2代目、2010年4月 - 2021年3月）
- シエンタ（2代目の台湾仕様）
- 光岡・ガリュー2-04/ガリュークラシック/ミツオカリムジン type2-04（2010年5月 - 2012年5月）　※認定中古車除く
- 光岡・ヌエラ/ヌエラワゴン（2010年5月 - 2012年5月）　※認定中古車除く

2ZR-FBE型
- カローラセダン（12代目のブラジル仕様のみ）★
- カローラアルティス（タイ仕様のみ）★
- カローラクロス（タイ仕様、およびブラジル仕様のみ）★
- シエンタ（2代目のタイ仕様のみ）

3ZR-FAE型
- ノア/ヴォクシー（各2代目、3代目）
- エスクァイア
- プレミオ/アリオン（各2代目 2008年1月 - 2020年8月）
- アベンシス（3代目）
- ウィッシュ（2代目）
- アイシス
- ハリアー（3代目）
- C-HR（北米仕様）